# Cantarurés
Os Cantarurés são um  grupo indígena que habita o município brasileiro de Glória, no estado da Bahia, mais precisamente na Terra Indígena Kantaruré da Batida.